# Photo Mechanic
Photo Mechanic ist eine Software zur Metadatenverwaltung der amerikanischen Firma Camera Bits.
Photo Mechanic unterstützt den IPTC-IIM-Standard und kann auch RAW-Datenformate schreiben.